# Alicia Partnoy
Alicia Partnoy (* 1955 in Bahía Blanca) ist eine argentinische Menschenrechtsaktivistin und Schriftstellerin.
Partnoy war an der Universidad Nacional del Sur immatrikuliert, als die Junta sich unter Führung von General Jorge Rafael Videla 1976 an die Macht putschte. Am 12. Januar 1977 wurde sie zusammen mit ihrer zweijährigen Tochter verhaftet und in das Geheimgefängnis La Escuelita nahe Bahía Blanca geworfen. Während des so genannten Prozesses der nationalen Reorganisation wurde sie dort über längere Zeit immer wieder gefoltert. Von diesem Foltergefängnis wurde sie später in das Gefängnis von Bahía Blanca verlegt.
Mitte 1979 wurde Partnoy nur unter der Auflage sofort das Land zu verlassen aus dem Gefängnis entlassen. Sie ging in die USA wo bereits ihre Tochter und ihr Ehemann auf sie warteten. 1985 debütierte sie mit ihrem Erstlingswerk La escuelita (The little school) sehr erfolgreich. Darin beschrieb sie ihre Erlebnisse während ihrer Haft und auch das Leid ihrer Mitinhaftierten, welche weniger Glück hatten und verschwunden blieben.
Partnoy lebt mit ihrer Familie in Los Angeles, Kalifornien und lehrt an der Loyola Marymount University.

## Werke (Auswahl)
als Autorin
- The discourse of solidarity in testimonial „poemarios“ from Argentina, Chile und Uruguay. Dissertation, University of Washington, DC 1997.
- The little school. Tales of disappearance and survival in Argentina. Virago Press, London 1988, ISBN 0-86068-929-8.

als Herausgeberin
- You can't drown the fire. Latin American women writing in exile. Cleis Press, San Francisco, Calif. 1988, ISBN 0-939416-16-6.